# Burg Lobenhausen
Die Burg Lobenhausen ist der Rest einer Höhenburg auf dem Bergrücken Schlossberg bei 412,6 m ü. NN, an dessen Südfuß der größere Teil des Dorfes Lobenhausen der Stadt Kirchberg an der Jagst im Landkreis Schwäbisch Hall in Baden-Württemberg liegt.

## Geographische Lage
Die Burg liegt auf dem hohen Ostende eines länglichen alten Umlaufbergs der Jagst, die zu Füßen seines Südwesthanges ein altes Talbett etwa 20 – 30 Meter unter der Burg hinterlassen hat und jetzt über 50 Meter unter ihr nordöstlich am Bergfuß vorbeifließt.

## Geschichte
Die Burg wurde im 11. Jahrhundert von den Grafen von Lobenhausen (Edle von Lobenhausen, 1085–1344) erbaut und 1295 erwähnt. 1525 wurde die Burg im Bauernkrieg teilweise zerstört und nach 1525 wieder aufgebaut. Zwischenzeitlich war die Burg auch im Besitz der Herren von Hohenlohe. 1645, während des Dreißigjährigen Krieges, wurde die Burg geplündert und wiederum teilweise zerstört. Im 18. Jahrhundert ist die Burg verfallen.

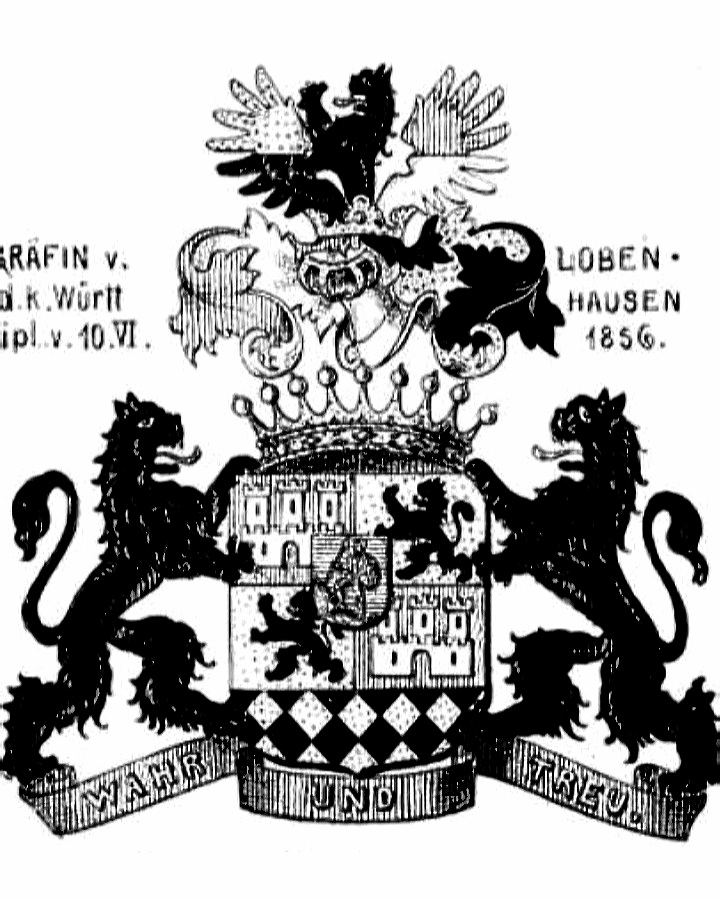
Gräfliches Wappen von Lobenhausen, 1856

1856 wurde der Name der Grafen von Lobenhausen wiederbelebt, indem der württembergische König 1856 dem Prinzen Heinrich, einem Sohn des Fürsten und Standesherrn Friedrich Karl zu Hohenlohe-Kirchberg, die Gnade erwies, anlässlich der bevorstehenden morganatischen Ehe mit Anna Therese geb. von Landzert (* 1823), Tochter des russischen Oberstleutnants von Landzert, ihr und ihren Nachkommen den gräflichen Titel „von Lobenhausen“ zu verleihen. Allerdings wurde die Gräfin von Lobenhausen 1859 bereits Witwe, ohne dass Kinder aus der Ehe hervorgegangen waren. Noch 1874 wird sie, als verwitwete Gräfin von Lobenhausen, in einem Band des Gotha zur Genealogie der gräflichen Häuser genannt.
Von der ehemaligen Burganlage sind noch geringe Reste der Ringmauer erhalten, verbaut in einem Bauernhaus. Im Süden an der Ringmauer war die Burgkapelle angebaut.